# Resistencia parásita

Curva de resistencia para un cuerpo en vuelo sustentado constante

La resistencia parásita (también denominada resistencia parasitaria) es una de los componentes de la resistencia al avance que actúa sobre un objeto cuando este se mueve a través de un fluido. En el caso del gas que compone la atmósfera, el fenómeno es estudiado por la aerodinámica. La resistencia parasitaria es una combinación de la resistencia de forma y la resistencia por fricción superficial. No genera ningún efecto de sustentación en el objeto (indispensable para la dinámica del vuelo), de ahí el nombre de parasitaria.
Los otros tres componentes de la resistencia total, la resistencia inducida, la resistencia de onda y la resistencia de ariete, son tipos de resistencia independientes de la resistencia parásita.

## Descripción
En la mecánica del vuelo, la resistencia inducida resulta de la fuerza de sustentación que debe producirse para que una aeronave pueda mantener un vuelo nivelado. La resistencia inducida es mayor a velocidades más bajas, donde se requiere un ángulo de ataque alto. A medida que aumenta la velocidad, la resistencia inducida disminuye, pero la resistencia parásita aumenta porque el fluido golpea el objeto con mayor fuerza y se mueve a través de las superficies del objeto a mayor velocidad. A medida que la velocidad continúa aumentando en los regímenes de velocidad transónica y de velocidad supersónica, la resistencia de onda gana en importancia. Cada uno de estos componentes de resistencia cambia en proporción a los demás según la velocidad. Por lo tanto, la curva de resistencia total combinada muestra un mínimo a cierta velocidad; un avión que vuele a esta velocidad estará cerca de su eficiencia óptima. Los pilotos utilizarán esta velocidad para maximizar el alcance del planeo en caso de un fallo del motor. Sin embargo, para maximizar la resistencia al planeo (hundimiento mínimo), la velocidad de la aeronave debería estar en el punto de potencia de resistencia mínima, que se produce a velocidades más bajas que la resistencia mínima.
En el punto de resistencia mínima, CD,o (coeficiente de resistencia de la aeronave cuando la sustentación es igual a cero) es igual a CD,i (coeficiente resistencia inducido o coeficiente de resistencia creada por la sustentación). En el punto de potencia mínima, CD,o es igual a un tercio de CD,i. Esto se puede probar a patir de las siguientes ecuaciones:
{\displaystyle F_{arr}=qA_{s}C_{D}}
donde:
{\displaystyle q={\frac {1}{2}}\rho u^{2}}; es la presión dinámica (siendo {\displaystyle \rho } la densidad del fluido, y {\displaystyle u} la velocidad del flujo)
y
{\displaystyle C_{D}=C_{D,o}+C_{D,i}}
donde
{\displaystyle C_{D,{\text{i}}}={\frac {C_{L}^{2}}{\pi A\!\!{\text{R}}}}}
siendo
{\displaystyle A\!\!{\text{R}}={\frac {b^{2}}{S}}\,} el alargamiento de la aeronave.

## Resistencia de forma
La resistencia de forma o resistencia de presión surge debido a la forma del objeto. El tamaño y la forma general del cuerpo son los factores más importantes en la resistencia de la forma; los cuerpos con una sección transversal en la dirección del avance más grande tendrán un resistencia más alto que los cuerpos de menor sección; los objetos de formas suaves («aerodinámicos») por lo general tienen un< resistencia de forma más baja. Según la ecuación de resistencia, la resistencia al avance crece con el cuadrado de la velocidad, y por lo tanto, se convierte en un factor crucial en los aviones de alta velocidad.
La resistencia de forma depende de la sección longitudinal del cuerpo. Una elección adecuada del perfil de un fuselaje es esencial para obtener un coeficiente de resistencia bajo. Las líneas de corriente tienen que ser continuas, debiendo evitarse la separación de la capa límite y la consiguiente formación de vórtices.

## Resistencia por fricción superficial
La «resistencia por fricción superficial» surge del rozamiento entre el fluido y la superficie del objeto que se mueve a través de él. Está directamente relacionada con la superficie mojada (concepto utilizado también en hidráulica), el área de la superficie del cuerpo que está en contacto con el líquido. El aire en contacto con un cuerpo se adherirá a su superficie y esa capa tenderá a adherirse a la siguiente capa de aire y, a su vez, a otras capas, por lo que el cuerpo arrastrará una cierta cantidad de aire. La fuerza necesaria para arrastrar la capa de aire «adherida» al cuerpo se denomina resistencia por fricción de la superficie, e implica que se imprime un cierto impulso a una masa de aire a medida que la atraviesa, ejerciendo una fuerza retardadora sobre el cuerpo. Al igual que con otros componentes de la resistencia parásita, la fricción superficial coincide con la ecuación de resistencia, y aumenta con el cuadrado de la velocidad.
La fricción superficial es causada por el efecto de la viscosidad del fluido en la capa límite formada alrededor del objeto. La capa límite en la parte frontal del objeto suele ser laminar y relativamente delgada, pero se vuelve turbulenta y más gruesa hacia la parte posterior. La posición del punto de transición del flujo laminar al turbulento depende de la forma del objeto. Hay dos formas de reducir la fricción: la primera es dar forma al cuerpo en movimiento para que sea posible mantener el flujo laminar. El segundo método consiste en aumentar la longitud y disminuir la sección transversal del objeto en movimiento tanto como sea posible. Para hacerlo, un diseñador puede considerar la relación de finura, que es la longitud de la aeronave dividida por su diámetro en el punto más ancho (L/D). Este valor se mantiene habitualmente en 6:1 para flujos subsónicos. El aumento de la longitud aumenta el número de Reynolds. Con el número de Reynolds en el denominador de la relación del coeficiente de fricción superficial, a medida que aumenta su valor (en régimen laminar), se reduce la resistencia de fricción total. A su vez, la disminución del área de la sección transversal reduce la fuerza de resistencia sobre el cuerpo, ya que la perturbación en el flujo de aire es menor. Para las alas de un avión, una disminución en la longitud (cuerda) de las alas reducirá la resistencia «inducida», si no la resistencia por fricción.
El coeficiente de fricción superficial, {\displaystyle C_{f}}, se define por
{\displaystyle C_{f}\equiv {\frac {\tau _{w}}{q}},}
donde {\displaystyle \tau _{w}} es la tensión cortante local, y {\displaystyle q} es la presión dinámica de flujo libre. Para capas límite sin un gradiente de presión en la dirección x, está relacionado con el espesor del momento como
{\displaystyle C_{f}=2{\frac {d\theta }{dx}}.}
A modo de comparación, la relación empírica que describe el efecto de la turbulencia conocida como la «Ley de la séptima potencia» (descubierta por Theodore von Kármán) es:
{\displaystyle C_{f,tur}={\frac {0.074}{Re^{0.2}}},}
donde {\displaystyle Re} es el número de Reynolds.
Para un flujo laminar sobre una placa, el coeficiente de fricción superficial se puede determinar utilizando la siguiente fórmula:
{\displaystyle C_{f,lam}={\frac {1.328}{\sqrt {Re}}}}

## Resistencia del perfil
La resistencia del perfil es un término que generalmente se aplica a la resistencia parásita que actúa sobre un ala. Con un ala bidimensional no hay resistencia inducida por la sustentación, por lo que todo la resistencia es resistencia del perfil. Con un ala tridimensional, la resistencia total menos la resistencia inducida por la sustentación es la resistencia del perfil. Se define como la suma de la resistencia de la forma y la fricción de la superficie.